# Eratoena
Eratoena là một chi ốc biển cỡ nhỏ, là động vật thân mềm chân bụng sống ở biển thuộc họ Triviidae. Eratoena Iredale, 1935. Truy cập qua World Register of Marine Species at http://www.marinespecies.org/aphia.php?p=taxdetails&id=517272 on 2011-01-21</ref>

## Các loài
Các loài thuộc chi Eratoena bao gồm:
- Eratoena capensis (Schilder, 1933)
- Eratoena corrugata (Hinds, 1844)
- Eratoena gourgueti Fehse, 2010
- Eratoena grata (T. Cossignani & V. Cossignani, 1997)
- Eratoena nana (Sowerby, 1859)
- Eratoena pagoboi (T. Cossignani & V. Cossignani, 1997)
- Eratoena schmeltziana (Crosse, 1867)
- Eratoena septentrionalis (Cate, 1977)
- Eratoena smithi (Schilder, 1933)
- Eratoena sulcifera (Gray in G.B. Sowerby I, 1832)